# Monomani
Monomani är ett tillstånd då en person visar ett överdrivet intresse för en sak eller en idé. Monomani är en form av fix idé.
Begreppet användes tidigare om andra typer av sinnessjukdom och fördes av Jean-Étienne Esquirol. Han menade då att sjukdomstillståndet bara visade sig inom ett område, men inom övriga sjukdomsområden föreföll individen fullt frisk. Hit räknades bland annat megalomani, men också olika impulskontrollstörningar som kleptomani och pyromani. Tanken var att själen liksom kroppen bestod av olika "organ" och att ett sådant organ kunde ta skada utan att det inverkade på själslivet i sin helhet. Esquirols tankar dominerade psykiatrin under början av 1800-talet, men kom senare alltmer att överges.